# Siegfried Perleberg

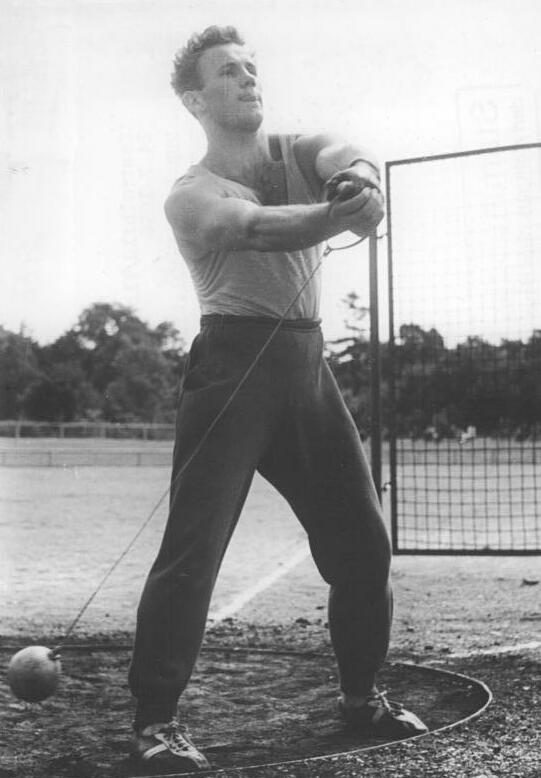
Perleberg wird 1956 DDR-Meister im Hammerwurf

Siegfried Perleberg (* 5. März 1932 in Arnswalde) ist ein ehemaliger deutscher Leichtathlet, der einen DDR-Meistertitel im Hammerwurf gewann und später zehnmal Mannschaftsmeister mit Leverkusen wurde.
Perleberg begann seine Karriere bei der SG Greifswald, die in der HSG Wissenschaft Greifswald aufging. 1956 gehörte er dem SC Traktor Schwerin an und gewann den Meistertitel der DDR mit 52,51 m und 28 Zentimetern Vorsprung auf den Berliner Werner Seipolt.
Kurz darauf setzte sich Perleberg in die Bundesrepublik Deutschland ab. Zuerst startete er für den SC Charlottenburg, ab 1961 war er bei Bayer 04 Leverkusen aktiv. 1958 und 1960 siegte Perleberg bei den deutschen Hochschulmeisterschaften, 1962 und 1963 erreichte Perleberg bei den deutschen Meisterschaften jeweils den zweiten Platz hinter Hans Fahsl. Seine Bestleistung warf Perleberg 1962 mit 62,70 m. Mit Bayer Leverkusen unter deren Cheftrainer Bert Sumser gewann Perleberg von 1961 bis 1967 sieben Deutsche Mannschaftsmeistertitel in Folge. Perleberg gehörte auch bei den Titelgewinnen 1969, 1971 und 1973 zum Leverkusener Siegerteam.
Perleberg hatte bei einer Körpergröße von 1,72 m ein Wettkampfgewicht von 95 kg. Nach Beendigung seiner Leistungssportkarriere war er noch lange im Rasenkraftsport aktiv, wo er Anfang der 1960er Jahre im Schwergewicht begonnen hatte, Ende der 1970er Jahre trat er im Mittelgewicht an. Siegfried Perleberg war nach seiner Karriere Gymnasiallehrer am Carl-Duisberg-Gymnasium in Leverkusen.